# Telicota ohara
The Northern Large Darter (Telicota ohara) là một loài bướm ngày thuộc họ Bướm nhảy. Nó được tìm thấy ở the Oriental and Australian Regions, but not on the Pacific islands.
Sải cánh dài khoảng 30 mm.
Ấu trùng ăn Flagellaria indica. It constructs a shelter from a rolled leaf in which it hides by day. At night it emerges to feed on the base of the leaves around the shelter.

## Phụ loài
- Telicota ohara ohara (Plötz, 1883) -Dark Darter (Australia)
- Telicota ohara formosana Fruhstorfer, 1911 (Hong Kong)
- Telicota ohara jania Evans, 1949 (Marinduque, Mindanao, Mindoro, Negros, Palawan, Polillo, Samar)
- Telicota ohara jix (Sikkim, Japan)
- Telicota ohara vedanga (Java)
- Telicota ohara jactus (Borneo)
- Telicota ohara iona (Buru)
- Telicota ohara ixion (Upper Aroa River)